# Ernest Masoin
Ernest Nicolas Masoin, est un médecin et professeur à l'Université catholique de Louvain, né à Virton (Belgique) en 1844 et décédé en 1915.
À la fin de ses études à l'Université catholique de Louvain, il est promu docteur en 1867 et dès l'année suivante - à peine âgé de 24 ans - il est appelé à succéder à Louis-Antoine Van Biervliet comme professeur de physiologie, matière qu'il enseigna durant 47 ans.
En 1871, on lui confie également les cours de pathologie mentale, matière où il se fait un renom particulier. Il étudie particulièrement les domaines touchant à la santé mentale, sans être nécessairement pathologique, tels l'hypnose, l'homéopathie, l'épilepsie, l'alcoolisme, la tabagie.

## Biographie
- 1844 : naissance d’Ernest Nicolas Masoin à Virton, capitale de la Gaume, province du Luxembourg belge.
- 1856 : termine son école primaire au collège de Virton, où son père est enseignant. Entre la même année au petit séminaire de Bastogne, où il entame ses études secondaires.
- 1861 : termine brillamment ses études secondaires à l’âge de 17 ans.Entame des études universitaires de médecine à l’université catholique de 	Louvain. Il est pensionnaire du collège Marie-Thérèse, réservé par l’université aux étudiants en médecine.
- 1863 : entre dans la société littéraire de l’université. Il en est le secrétaire de 1863 à 1865.
- 1866 : de 1866 à 1867, il en est le vice-président. Il est aussi président de « La Luxembourgeoise », association estudiantine, qui regroupe à Louvain les étudiants luxembourgeois.
- 1867 : diplômé médecin, à l’âge de 23 ans, avec la plus grande distinction, après 6 années d’études. Le professeur Louis-Antoine Van Biervliet, responsable du cours de physiologie, tombe gravement malade. Ernest Masoin lui succède. Il est nommé professeur extraordinaire, après s’être spécialisé à Paris, à Bonn et à Heidelberg, où il rencontre de façon déterminante Hermann von Helmholtz, physiologiste et physicien de réputation internationale. Il occupera la chaire de physiologie sans interruption jusqu’en 1914, date à laquelle l’université fut fermée par l’envahisseur allemand.
- 1868 : Ernest Masoin épouse Julienne Clara Peyrot, fille d’une famille bourgeoise d’Anvers. De cette union naquirent 10 enfants.
- 1873 : il devient membre correspondant de l’Académie Royale de Médecine de Belgique.
- 1883 : il devient membre titulaire de l’Académie Royale de Médecine de Belgique.
- 1890 : il est élu Secrétaire Perpétuel de l’Académie Royale de Médecine de Belgique. Il le restera 25 ans, jusqu’à sa mort, en 1915.
- 1891 : il est le médecin d’un asile d’aliénés, à Louvain, chez les frères Alexiens. À la même époque, il est appelé, par le Ministre de la Justice, Monsieur Jules Lejeune, au service spécial de médecine mentale dans les prisons, dès sa création.
- 1896 : outre l’enseignement de la physiologie, il ajoute la psychiatrie à son enseignement.
- 1903 : il fait partie de la commission internationale chargée de faire les présentations pour le prix Nobel de Médecine.
- 1909 : à l’occasion du septante-cinquième anniversaire de la réouverture de l’Alma Mater, un bas-relief à son effigie, reproduit en multiples médaillons, fut offert par la faculté de médecine, dont il fut doyen à cinq reprises.
- 1914 : début de la « Grande Guerre ». Louvain est incendiée. L’université est fermée. Ernest quitte Louvain et réside désormais à Bruxelles.
- 1915 : Ernest Masoin décède à Ixelles, le 21 avril, à l’âge de 71 ans. Il est enterré au cimetière de l’ancienne abbaye bénédictine de Vlierbeek, à Kessel-Lo. Son éloge funèbre fut célébré par le recteur de l’université catholique de Louvain, Paulin Ladeuze.
- En 1915, la commune de Jette a rendu hommage à Ernest Masoin, en dédicaçant la grande avenue située devant l’hôpital Brugmann de son nom.

Pour sa part, le 29 avril 1961, l’Académie Royale de Médecine de Belgique a édifié un bas-relief commémoratif au nom de trois anciens secrétaires perpétuels, dont Ernest Masoin. Ce bas-relief se situe dans la salle Baudouin.

## Études historico-médicales
Ernest Masoin consacra maintes notices à des cas historiques compliqués : il étudia le caractère de Chateaubriand ainsi que l’hérédité des caractères acquis, spécialement celui des Habsbourg. Ces écrits peuvent être retrouvés dans les Bulletins de l’Académie de Médecine. (XIII, 154-172 en 1879 et XIV, 772-791 en 1880).
Il se fit critique historique à propos de la mère de Charles Quint, confirmant scientifiquement l’infirmité obsessionnelle de la malheureuse reine, Jeanne d’Aragon.
Il écrivit et consacra en outre de nombreuses notices célébrant les médecins d’autrefois, et plus particulièrement Juste Lipse et André Vésale. 
Il étudia déjà les méfaits du tabac et de l’alcool !
Il fut fait Commandeur de l’Ordre de Léopold, la plus haute décoration belge, créée à la demande de Léopold Ier.

## Défenseur du latin comme langue scientifique
Il est fort attaché à la langue latine comme instrument de communication scientifique avec les savants du monde entier. C'est ainsi qu'il écrit dans sa biographie du Docteur Pierre Craninx: « Il avait composé à cette occasion une dissertation intitulée : Specimen inaugurabile physiologico-medicum de pubertate in sexu muliebri, utilisant, comme vous l’entendez, une langue ancienne et fixée qui rattachait si bien les savants de l’époque à leurs devanciers et facilitait singulièrement les relations scientifiques dans le monde entier. Par quelle étrange aberration a-t-on pu en venir à délaisser cet instrument d’universelle relation ? – Nous laissons à d’autres le soin de creuser cette question et de chercher le remède s’il en est temps encore. »